# زبان گل‌ها
زبان گل‌ها که به نام فلوریوگرافی (به انگلیسی: floriography) نیز نامیده می‌شود، یکی از راه‌های ارتباطی در عصر ویکتوریا بود که در آن گل‌های مختلف و ترتیبات گل برای ارسال پیام‌های رمزی مورد استفاده قرار می‌گرفت. استفاده از این رمزها به افراد اجازهٔ بیان احساساتی را می‌داد که در غیر این صورت از آن نمی‌توانستند صحبت کنند.
در حال حاضر اکثر معانی گل‌ها فراموش شده، اما گل رز قرمز هنوز هم مفهوم عشق رمانتیک و پرشور را می‌رساند و محبت کمتر گل رز صورتی، گل رز سفید نشاندهندهٔ تقوا و عفاف و گل رز زرد دوستی و اخلاص را نشان می‌دهد. همچنین معمولاً معانی شناخته شده برای گل آفتابگردان، سر بالایی یا احترام را نشان می‌دهد. گل مروارید به معنای بی‌گناهی یا خلوص است. عنبیه به نام رسول خدایان در اساطیر یونانی است، هنوز هم نشان دهندهٔ ارسال پیام است. شقایق حاکی از ناپدید شدن امید و بنفشهٔ سه رنگ نشانگر اندیشه است.
| نام فارسی       | انگلیسی        | معنی              | تصویر          |
| --------------- | -------------- | ----------------- | -------------- |
| اقاقیا          | Acacia         | عشق پنهان         |                |
| بنفشه (آبی رنگ) | Violet         | سرسپردگی          | Violet         |
| بنفشه (سه رنگ)  | Pansy          | تفکر              | Violet         |
| تاج‌الملوک       | Aconitum       | مردم‌گریزی         |                |
| گل رز قرمز      | Rose           | عشق واقعی         | Red Rose       |
| گل رز سفید      | Rose           | معصومیت سکوت      | White Rose     |
| رز زرد          | Rose           | حسادت             | Yellow Rose    |
| رز صورتی        | Rose           | لطف و محبت        | Pink Rose      |
| ساکورا          | Cherry Blossom | زن فوق‌العاده زیبا | Cherry Blossom |
| ادریسی          | Hydrangea      | گرم و باروح       | Hydrangea      |
| زنبق            | Iris           | خبر خوب           | Iris           |
| لاله قرمز       | Tulip          | اعتراف به عشق     | Red Tulip      |
| لاله سفید       | Tulip          | عشق از دست رفته   | Tulip          |
| لاله زرد        | Tulip          | عشق بی‌امید        | Yellow Tulip   |

## فهرست وب‌های ویژه زبان گل‌ها
- Various Flower meaning, history, symbology etc.
- Language of Flowers
- The Language of Flowers
- Victorian Bazaar list of flower meanings
- Flower Meanings by iFlorist
- Flowers Colors Meanings by Flower-Dictionary.com
- Full text scan of "Language of Flowers"; Greenaway, Kate, 1846-1901; via the Internet Archive